# A Resident of the City
A Resident of the City (أحد سكان المدينة, Ahad sokan elmadeena) è un cortometraggio del 2011 diretto da Adham El Sherif.

## Trama
Il documentario è uno spaccato della vita di tutti i giorni al Cairo, visto dalla prospettiva di un cane randagio. Nella città c'è chi può condurre una vita privilegiata e chi lavora duramente tutto il giorno. Tra queste due tipologie, ci sono quelli che conducono una vita miserabile, ma almeno sono liberi.
Il film è stato presentato in anteprima mondiale in concorso al Dubai Film Festival ed in prima europea al Festival di Rotterdam nel 2012 nella sezione Spectrum.

## Riconoscimenti
- Festival del cinema africano, d'Asia e America Latina di Milano 2012
  - Menzione speciale per il miglior cortometraggio africano